# Paroecanthus strongylops
Paroecanthus strongylops är en insektsart som beskrevs av Otte, D. och Perez-gelabert 2009. Paroecanthus strongylops ingår i släktet Paroecanthus och familjen syrsor. Inga underarter finns listade i Catalogue of Life.